# چارلز لین (هنرپیشه)
چارلز لین (انگلیسی: Charles Lane؛ ۲۶ ژانویهٔ ۱۹۰۵ – ۹ ژوئیهٔ ۲۰۰۷) یک هنرپیشه اهل ایالات متحده آمریکا بود.
وی بین سال‌های ۱۹۳۱ تا ۲۰۰۷ میلادی فعالیت می‌کرد.

## فیلمشناسی
- آرسنیک و تور کهنه
- عاشقتم لوسی
- چه زندگی شگفت‌انگیزی
- سیدی تامسون
- سوارکاری در اوج
- نمی‌توانی این را با خودت ببری
- آقای اسمیت به واشنگتن می‌رود
- نورچشمی معلم
- تک‌تیرانداز
- گروه موسیقی وارد می‌شود